# Ian González
Ian González Nieto (Madrid, 11 febbraio 1993) è un calciatore spagnolo, attaccante del Cazalegas.

## Caratteristiche tecniche
È un centravanti.

## Carriera
Cresciuto nel settore giovanile dell'Atlético Madrid, ha fatto tutta la trafila del settore giovanile dei Colchoneros arrivando a disputare alcuni match con la seconda squadra. Nei suoi trascorsi in Spagna ha militato sempre in Segunda División B riuscendo comunque a debuttare nella Liga il 22 agosto 2015, con la maglia del Getafe, nell'incontro perso 1-0 contro l'Espanyol.
Il 1º luglio 2018 si è trasferito in Messico all'Atlético San Luis, club affiliato all'Atlético Madrid.